# 凯恩县 (犹他州)
凯恩县（英語：Kane County）是美国犹他州南部的一个县，南邻亞利桑那州。根据2020年美國人口普查结果，该县共有7,667人。凯恩县的县治及最大城市均为卡纳布。

## 历史
1864年1月16日，由犹他领地的立法机关将凯恩县从华盛顿县分出，正式建立了该县。凯恩县是以湯瑪斯·L·凱恩上校的名字命名的，这位上校曾在19世纪40年代和50年代给摩門教徒提供了不少的帮助。凯恩县的边界在1869年经历了一次调整，该县的部分领土被划分给了华盛顿县。1880年，聖胡安郡设立，其中该县的部分领土便划分自凯恩县。到了1883年，凯恩县又有部分土地被划分给了华盛顿县以及艾昂郡。